# هارين بانديا
كان هارين بانديا وزير داخلية ولاية غوجارات في الهند. قُتل في عام 2003 في أحمد آباد، غوجارات، عندما كان جالسًا في سيارته (مكان مقتله مثير للجدل)، بعد نزهة صباحية في منطقة Law Garden في أحمد آباد.

## الحياة السياسية
مثل Haren Pandya دائرة Ellis Bridge في مدينة أحمد أباد كمشرع عن حزب بهاراتيا جاناتا (BJP). كان عضوًا في RSS منذ صغره وكان أيضًا مستشارًا للبلدية من منطقة Paldi في مدينة أحمد آباد. كان بانديا مؤيدًا قويًا لكيشوبهاي باتيل،  وفي عام 1998، بعد وصول حزب بهاراتيا جاناتا إلى السلطة في ولاية غوجارات مع كيشوبهاي كرئيس للوزراء، تم تعيين بانديا وزيراً للداخلية. تم تعيينه وزير دولة للإيرادات بعد أن تولى ناريندرا مودي منصب رئيس الوزراء؛ ومع ذلك، استقال من المنصب في أغسطس 2002. وخوفًا من حرمانه من المشاركة في انتخابات مجلس النواب لعام 2002، انسحب من المعركة الانتخابية.  في وقت لاحق، تم تعيينه في السلطة التنفيذية الوطنية لحزب بهاراتيا جاناتا.
أعلنت زوجة بانديا، جاغروتي بانديا، عام 2012 أن حكومة مودي متورطة في مؤامرة لقتل زوجها. وقالت «اغتيال زوجي جريمة سياسية. وقد خضت على مدى عشر سنوات معركة قانونية من أجل إنصافه ولكن دون جدوى، سأستمر في القتال».

### أعمال الشغب في ولاية غوجارات 2002
بعد أعمال الشغب في جودهرا، ورد أنه في اجتماع لمجلس الوزراء، عارض بانديا إحضار جثث الضحايا إلى أحمد آباد لأن ذلك من شأنه أن يثير العواطف. كان الشخص الوحيد القادر على ترتيب اجتماعات بين أفراد أسر الضحايا والزعماء المسلمين من أجل محادثات السلام، لكن بعض الوزراء اسكتوه في الاجتماع.
في نوفمبر 2007، أفادت مجلة Outlook أن بانديا قد كشف للمجلة في مايو 2002 أنه في ليلة 27 فبراير 2002، عقد ناريندرا مودي اجتماعا في مقر إقامته، حيث أصدر تعليماته للبيروقراطيين وضباط الشرطة الحاضرين للسماح «للأشخاص بالتنفيس عن إحباطهم وأن لا يقفوا في وجه ردود الفعل الهندوسية».  كشف بانديا عن هذه المعلومات بشرط السرية. في 19 أغسطس 2002، تحدث بانديا مرة أخرى إلى المجلة، وفقًا لمجلة Outlook ، وكرر ما قاله سابقًا، مع تعليق إضافي مفاده أنه إذا تم الكشف عن هويته كمصدر لهذه المعلومات، فسيتم قتله. وسجلت المجلة المحادثة الثانية مع بانديا.
وكشف أن بانديا قد شهد في محكمة خاصة بأحداث الشغب في 2002 في كوجارات وجاءت شهادته في سجل المحكمة تحت عنوان مصدر رفيع المستوى تحدث فيه عن اجتماع مهم ضم مودي وقائد شرطة أحمد آباد وغيره وكان هدف الاجتماع الوحيد «ردة الفعل الهندوسية» بعد الحدث وأن عليهم أن لا يحاولوا احتوائها.
شهد Hosbet Suresh ، الذي كان عضوًا في المحكمة، أمام المحكمة وعرض تسجيل لشهادة بانديا أمام المحكمة.  

## جريمة القتل والعواقب
في 26 مارس / آذار 2003، في حوالي الساعة 7:40 صباحًا، قُتل بانديا على يد مهاجمين مجهولين أطلقوا عليه خمس رصاصات عندما كان قد أنهى لتوه مسيرته الصباحية في حدائق لو في أحمد آباد. ظل جسده في سيارته لمدة ساعتين. بدأت أسرة بانديا في القلق عندما لم يعد إلى المنزل وأرسلت مساعده الشخصي نيليش بهات للاطمئنان عليه. وجده بهات ميتًا في سيارته.
في عام 2007، حكمت محكمة خاصة في بوتا على المتهم الرئيسي في حيدر أباد، أصغر علي، بالسجن مدى الحياة، بينما أصدرت حكمًا بالسجن مدى الحياة على سبعة آخرين، وحكمًا بالسجن لمدة 10 سنوات إلى سنتين وخمس سنوات إلى واحد. وقد أدينوا جميعًا بارتكاب جريمة القتل والتآمر لنشر الرعب في قضية قتل بانديا ومحاولة القتل في قضية زعيم حزب VHP جاغديش تيواري. أعقب مقتله الكثير من الجدل، وتعرض كبار قادة حزب بهاراتيا جاناتا مثل رئيس الوزراء ناريندرا مودي ونائب رئيس الوزراء الهندي آنذاك لال كريشنا أدفاني لانتقادات شديدة من داخل سانغ باريوار وعامة الناس لتهميش هارين بانديا، وعدم إعطائه حقه من الإجراءات الأمنية رغم التهديدات على حياته ورغم طلبه غطاء أمنيا. حتى أن ضابط IPS سانجيف بهات قد نبه بانديا بشأن وجود تهديد لحياته، وحديث بانديا لفريق التحقيق الخاص الذي يحقق في أعمال الشغب في جودهرا.
في 29 أغسطس 2011، تمت تبرئة جميع الأشخاص الـ 12 المتهمين بقتل بانديا من تهم القتل من قبل محكمة غوجارات العليا، ولكن تم الإبقاء على تهم أخرى بما في ذلك التآمر الجنائي ومحاولة القتل.  ووصفت المحكمة العليا التحقيق بأنه «تحقيق فاشل وضعيف».
ألغت المحكمة العليا في يوليو 2019 بحكمها النهائي قرار محكمة غوجارات العليا وأدانت 12 شخصًا بقتل هارين بانديا.   
سعت منظمة غير حكومية تُدعى مركز دعاوى المصلحة العامة (CPIL)، على أساس إفادات شاهد في قضية سهراب الدين شيخ والادعاءات التي وردت بشأن حكومة غوجارات آنذاك في كتاب بعنوان ملفات غوجارات للصحفية رنا أيوب (هندية مسلمة)، إلى إعادة التحقيق في قضية قتل هارين بانديا. رفضت المحكمة التماس المنظمة غير الحكومية لإجراء مزيد من التحقيق في القضية، وفرضت غرامة 50000 روبية على المنظمة بتهمة إزدراء المحكمة. قال المجلس إنه لا يمكن عرض ملفات غوجارات كدليل قاطع لأنها تستند إلى التخمينات والتصورات والافتراضات الفردية. 

## نظريات عن الجناة
في أغسطس 2011، ذكرت مجلة DNA أن سهراب الدين شيخ، المجرم الذي قُتل في وقت سابق على يد شرطة غوجارات في مواجهة، وشريكه تولسيرام براجاباتي ربما «استخدموا لقتل هارين بانديا». نقلاً عن مصادر لم يذكر اسمها في شرطة ولاية غوجارات، قال التقرير إن سهراب الدين كلف بالمهمة في البداية، لكنه تراجع ذم نفذ جريمة القتل تولسيرام بعد ذلك. في مواجهة قتل سهراب الدين وتولسيرام، اعترف محامي ولاية غوجارات ك.تي.إس تولسي أمام المحكمة بأن هؤلاء الأفراد قتلوا على أيدي شرطة الولاية.
وفقًا لسانجيف بهات، تم تنفيذ جريمة قتل بانديا من قبل تولسيرام براجاباتي وفقًا لما أبلغ به بهات أصغر علي، وهو مجرم من حيدر أباد. أبلغ أصغر بهات أن سهراب الدين شيخ قد اتصل به لتنفيذ جريمة القتل، بل إنه زار أحمد آباد لهذا الغرض، لكن في اللحظة الأخيرة غير رأيه وعاد إلى حيدر أباد دون قتل بانديا. في وقت لاحق، علم أصغار أن الجريمة قد ارتكبها تولسيرام براجاباتي، وفقًا لهات.
أدلى دي جي فانزارا، ضابط شرطة غوجارات الذي حقق في الأصل في مقتل بانديا،  والذي واجه الاعتقال والسجن بتهمة تنسيق لقاءات سهراب الدين وتولسيرام، بشهادته أمام CBI في سبتمبر 2013 حول دور سهراب الدين في مقتل بانديا، وأشار إلى وجود مؤامرة سياسية وراء القتل.

### فقد الدليل على التحريض على القتل
وفق مصطلحات الشرطة فإن حالة جريمة قتل بانديا تسمة "cut-out murder" أو جريمة قتل فقد الدليل الذي يربط المحرض أو المتأمر مع الضحية. قدم ضابط شرطة هذا التفسير:
ألف يريد قتل صاد ويوجه باء لتنفيذ الأمر، يخبر باء ج الذي لا يعرف أن ألف هو الذي وجهه، وتمر التعليمات بهذه الطريقة من ج إلى د ثم إلى هـ وتستمر في طريقها، ثم يقتل المتعاقد النهائي وهو يجهل من أين جاء الأمر بالقتل. في حال كان المحققين أقوياء كل ما على ألف ان يفعله أن يقطع سلسلة المتعاقدين للفتل بقتل أحد أفراد سلسلة القتلة بإنشاء سلسلة تعاقد جديدة للقتل.